# Frankenwaldschanze
Die Frankenwaldschanze bei Bad Steben war bis zu ihrer Sperrung 2010 aus baulichen Mängeln die letzte Skisprungschanze des Frankenwaldes. Seither ist Skisprungsport im Frankenwald nicht mehr möglich. Die Schanze und der Schanzenturm wurden am 27. März 2015 gesprengt.

## Geschichte
Die Schanze wurde 1927 auf einem Grundstück des Marktes Bad Steben bei Carlsgrün erbaut. In ihrer Ursprungsform waren Sprünge bis 20 Meter möglich. 1952 wurde die Schanze, die dem Wintersportverein Bad Steben gehörte, renoviert. Der baufällige Turm wurde 1968 abgerissen und 1987 durch einen neuen 21 Meter hohen Holzturm ersetzt. 1994 erfolgte die Belegung mit einer Matte. Seither wurde die Schanze hauptsächlich für Sommerskispringen verwendet.
Der Schanzenrekord im Winter bei Schneebelag liegt bei 56,0 Meter, aufgestellt durch Zdeněk Hnyk von Dukla Liberec. Mit Matte wurden größere Weiten erreicht, unter anderem 61,5 Meter von Lukáš Hlava am 6. Juni 1999 und am 4. Juni 2000. Den Frauenrekord hält mit 60,0 Metern Vladěna Pustková aus Tschechien, aufgestellt in 2004.
Als hochrangige Veranstaltung fand 1988 ein internationaler Nachtsprunglauf mit Weltmeistern und Olympiasiegern aus der damaligen Tschechoslowakei statt.

## Ende der Schanze
Eine Sanierung der Schanze war ungewiss, da sich der Eigentümerverein, der Wintersportverein Bad Steben, Anfang 2012 aufgelöst hatte.
Mit Beschluss des Marktgemeinderates Bad Steben vom 3. November 2014 sollte der Schanzenanlauf mit Unterstützung des Technischen Hilfswerks noch 2014 gesprengt werden. Der Schanzenturm sollte möglichst unbeschädigt bleiben, um ihn in Zukunft gegebenen Falles anderweitig zu verwenden.
Die Schanze und der Schanzenturm wurden am 27. März 2015 gesprengt.

## Technische Daten
| Frankenwaldschanze              | Frankenwaldschanze |
| Anlauf                          | Anlauf             |
| ------------------------------- | ------------------ |
| Turmhöhe                        | 21 m               |
| Neigung des Anlaufs (γ)         | 35°                |
| Anlaufgeschwindigkeit           | 72 km/h            |
| Schanzentisch                   |                    |
| Neigung des Schanzentisches (α) | 11°                |
| Aufsprung                       |                    |
| Konstruktionspunkt              | 54 m               |
| K-Punkt Neigungswinkel (β)      | 35°                |

## Besonderes
Neben dem Schanzentisch wurde 2005 ein Weinberg angelegt, der nach Angaben am Weinberg der höchstgelegene in Franken ist.